# South Brooklyn
South Brooklyn es una región o barrio compuesto en el distrito de Brooklyn en Nueva York, que abarca las zonas de Carroll Gardens, Cobble Hill, Red Hook, Gowanus, Park Slope y Boerum Hill.  Es parte del Brooklyn Community Board 6. La parte de la línea Culver que pasa a través de la calle Smith en South Brooklyn fue originalmente conocida como la línea South Brooklyn. El barrio está servido por el 76.º distrito policial del Departamento de Policía de Nueva York en la calle Union.
El barrio recibe su nombre por su ubicación, al sur de la original ciudad de Brooklyn. A principios del siglo XIX, toda la zona sur de la calle Atlantic, ahora conocida como avenida Atlantic, eran tierras de labranza y llamada Red Hook, y la parte sur de la avenida Hamilton, ahora la parte sur del Brooklyn-Queens Expressway, era el Red Hook Point. La parte del sur del municipio de la calle Atlantic fue anexada como la parte sur de la ciudad de Brooklyn a mitad del siglo XIX, y está al noroeste del centro del distrito moderno. El nombre histórico de South Brookyn ha resurgido en los últimos años para fomentar una relación más estrecha entre las comunidades constituyentes, a pesar de que siempre ha sido muy popular entre los vecinos. Desde principios de los años 50, algunos de los niños que crecen en las zonas que conforman South Brooklyn son conocidos con el nombre de Niños del Sur de Brooklyn.
Esta zona montañosa no debe ser confundida con la actual región sur del distrito moderno de Brooklyn, generalmente llamado "southern Brooklyn" o "the southern tier", que abarca los barrios de Sheepshead Bay y Coney Island.